# 여수종고초등학교
여수종고초등학교는 대한민국 전라남도 여수시 덕충동에 있는 공립 초등학교이다.

## 학교 연혁
- 2024년 1월 9일 제55회 87명 졸업(총 9,667명)
- 2023년 9월 1일 제25대 정영순 교장 부임
- 2023년 1월 5일 제54회 65명 졸업(총 9,580명)
- 1996년 3월 1일 여수종고초등학교로 교명 개칭
- 1985년 4월 1일 특수학급 병설 인가
- 1984년 6월 21일 병설유치원 인가 개설(2학급)
- 1980년 3월 1일 자산국민학교 분리 개교
- 1967년 3월 2일 여수종고국민학교 개교 (15학급)
- 1964년 11월 30일 여수동국민학교 분교장 설립인가

## 학교 상징
- 교목과 교화 - 자랑, 겸손한 아름다움 당신이 누구보다도 아름답다고 생각합니다
- 교색 - 생명력있는 젊음

## 참고 자료
- 여수종고초등학교 - 한국교육학술정보원 학교알리미